# Europäischer ICT-Preis
Der Europäische ICT-Preis, zuvor Europäischer IST-Preis (European ICT Prize bzw. European IST Prize), war ein Technologie-Preis (dotiert 2007 mit 700.000 Euro), der von 1995 bis 2007 alljährlich von der Europäischen Kommission ausgelobt wurde.
„Der seit 1995 jährlich vergebene European ICT-Prize (European Information- and Communication-Prize) ist der höchstdotierte Preis für Produkte und Dienste in der Informations- und Kommunikationstechnologie.“ Euro-CASE (European Council of Applied Sciences, Technologies and Engineering) vergab die Auszeichnung im Auftrag der Europäischen Kommission. Die Auslobung des Preises fand seit 2008 nicht mehr statt.

## Gewinner

### 1995
- DigiCash B.V () für eCash
- Silmag () für New magnetic recording head for disk drives
- Vingmed Sound () für Vingmed System Five
- Weitere Preise:
  - AcknoSoft () für KATE
  - Advanced Travel Technology I/S () für Sky Gate System
  - Celsius Information System AB () für Bedside
  - Electrogig Technology B.V. () für GIGTIME Reality Tracking
  - Etnoteam S.p.A. () für EOS - Etnoteam Operating System
  - Deutsches Forschungszentrum für Künstliche Intelligenz () für WIP
  - IBM Europe - European Language Business Unit (ELBU) () für IBM VoiceType Dictation
  - ILOG () für ILOG Schedule
  - Materialdata AB () für Kittelock
  - Microcosm Ltd. () für Microcosm for Windows V.3
  - Molynx Codepoint CSD () für SensUs
  - Nomaï () für Multimedia Cartridge Drive (MCD)
  - océ-Nederland B.V. () für OCE 9800
  - PrismTech Limited () für OpenBase
  - Right Information Systems Ltd. () für 4Thought 3.0
  - The CAPISCE Consortium () für The CAPISCE Consortium
  - Vitec Multimedia () für VM422 & Video NT

### 1996
- 3D Scanners Ltd. () für ModelMaker
- Data Fellows Ltd. () für F-Secure
- Oticon A/S () für DigiFocus
- Weitere Preise:
  - Advanced Technology UK Ltd. () für ATL Monitor
  - Arahne d.o.o. () für ArahDobby & ArahJac CAD/CAM
  - Arkus Electronics () für Neural Network Simulator ORKA v3.0
  - ATKOSoft SA () für a_med Line
  - Babel Technologies SA () für MBROLA
  - C-VIS Computer Vision und Automation GmbH () für FaceCheck
  - Case Technology A/S () für MatchBox Switch - ES-2410
  - DHI Hydroinform a.s. () für ODULA
  - Elektronika / Technische und Wirtschaftswissenschaftliche Universität Budapest TSP Lab () für PCM Multiplex Analyzer
  - Expert Edge Computer Systems Ltd. () für Appbridge Express
  - Hewlett-Packard Laboratories () für Hewlett-Packard OmniGo 700LX
  - ICL Information Technology Centre () für Information Broker
  - Intelligent Applications () für TIGER
  - Linguatec GmbH () für Personal Translator
  - Nokia Mobile Phones () für Nokia 9000 Communicator
  - Recognita Corp. () für Recognita Form 2.0
  - Siemens Nixdorf Informationssystem AG () für GAIN
  - Siemens Nixdorf Informationssysteme AG LOB GP (Universität Passau) () für GAIN
  - Snell & Wilcox () für PREFIX
  - Spectronics Micro Systems Ltd. (SMS) () für Pathfinder
  - TechForce BV () für Cosmos
  - ViVi Software Srl () für ObjectStore Inspector
  - Web Educational Support Tools (West) Ltd. () für West Desktop Education Server

### 1997
- Applied Spectral Imaging Ltd () für SpectraCube
- Hyperwave Information Management GmbH () für Hyperwave Information Server 2.5
- LCI Computer Group NV () für LCI-SMARTpen
- Weitere Preise:
  - Animation Science () für KINEMA/WAY
  - Beilstein Informationssysteme GmbH () für CrossFire plusReactions
  - Bull CP8 () für CC Cash Card Range
  - Calluna Technology Limited () für die CT520RM-Serie von 1,8"-PC-Card-Festplattenlaufwerken
  - CoWare N.V. () für CoWare
  - Cygron Research & Development Ltd () für DataScope version 1.5
  - Digital Vision AB () für BitLink-HD
  - Elan Informatique () für Dial & Play
  - Gemplus () für ImagineCard Web
  - Graphisoft R&D Rt. () für ArchiCAD for TeamWork
  - Institute of Electronics and Computer Science (LV) für DASP-Lab
  - Intellart S.A. () für Archibald
  - Intracom S.A. Hellenic Telecommunications and Electronics Industry () für IoS
  - IVEE AB & Department of Computing Science
  - Technische Hochschule Chalmers () für Spotfire Wizard
  - Metaphor Systems AS () für Metacast Ultra
  - Philips Magnetic Heads & Modules (MH&M) () für DigaMax
  - PixTech () für FE 532
  - Plustech Oy () für PlusJack - Walking Forest Machine
  - Recognita Corp. () für Recognita Reader 3.0
  - SIMONE Research Group s.r.o. () für SIMONE Control
  - Steinbeis-Transferzentrum Medizinische Informatik () für Teleradiology System CHILI
  - Target Compiler Technologies N.V. () für Chess/Checkers

### 1998
- Fractus S.A. () für Fractus
- id2 Technologies former SmartTrust AB () für Smarttrust Certificate Manager
- MLS LaserLock International, Inc. () für LaserLock
- Weitere Preise:
  - Advanced Engineering Technology Srl () für Easymagert
  - AEC Ltd () für IronWare
  - Avitraco Ltd () für MATE
  - Baltimore Technologies () für UniCERT
  - CAS Software AG () für CAS genesisWorld
  - Daimler-Benz Aerospace AG () für The Electronic Range Camera
  - DECROS Ltd. () für Protect
  - Digital Vision AB () für BitPack MPEG-2 Workstation
  - Eyetronics NV () für ShapeWare
  - Hugh Symons Concept Technologies Ltd () für Pic Pocket
  - Interconsult Bulgaria Ltd () für ENSIS
  - Intershop Communications GmbH () für Intershop 3
  - KS Waves Ltd. () für MaxxBass
  - Linguatec GmbH () für Talk & Translate
  - Partnership LB-data & Philips Multi Media () für Access Point
  - QWED s.c. () für QuickWave-3D
  - rasdaman GmbH () für RasDaMan
  - Recognita Corp. () für Recognita Plus 4.0
  - SSH Communications Security Ltd () für SSH IPSEC Express
  - STMicroelectronics () für STi5500 - OMEGA
  - STMicroelectronics () für ST19 - High Density IC for Cards
  - Telemedia A/S () für ATCS

### 1999
- C Technologies AB () für C-Pen
- Cypak () für CyPak
- Effnet AB () für The Effnet ROC
- Weitere Preise:
  - Aitek Srl () für Giotto
  - Aladdin Knowledge Systems () für eToken
  - Aplio S.A. () für Aplio/Phone
  - Cybelius Software () für Cybelius Software
  - Cycore Computers () für Cult3D
  - FAST Multimedia AG () für 601[six-o-one]
  - Immobiliser Central Europe () für SignBox
  - InMotion Technologies Ltd () für VideoFinish
  - Knowledge Concepts BV () für Content Enabler
  - Knowledge Support Systems Ltd () für TelPrice
  - Medium Soft () für IRS - Integrated Rescue Services
  - MorphoLogic Ltd () für MoBiMouse
  - Netgem () für Netgem's netbox
  - NxN Software AG () für alienbrain
  - Redac Systems Ltd () für FREEDOM
  - Roxen Internet Software () für The Roxen CMS
  - RunTime A/S () für Furnish e-com
  - Sandbox Security () für Secure4U
  - Sirma AI Ltd. () für EngView Package Diemaker
  - Softissimo () für Reverso
  - TELES AG Informationstechnologien () für TELES.iSWITCH
  - TTTech Computertechnik GmbH () für AS8202NF Communication Controller (Products for Time-Triggered Protocol)

### 2000
Im Jahr 2000 wurde entschieden, den Preis nach dem Jahr der Auszeichnung zu benennen, während die Verleihung zuvor jeweils im Folgejahr geschah. Einen European IST Prize 2000 gab es daher nicht.

### 2001
- Fraunhofer IDG () für TeleInViVo, 3D Ultrasound Telemedical Workstation
- Lumio former MINEit Software Limited () für Easyminer
- XiTact SA () für XiTact - Virtual Patient
- Weitere Preise:
  - 3D PLUS () für Component stacked in 3 dimensions
  - Auralog () für Tell Me More - The Solution
  - AvatarMe Ltd () für AvatarBooth
  - Baltimore Technologies () für Telepathy
  - Birdstep Technology ASA () für Icebreaker
  - Esterel Technologies () für Esterel Studio
  - High Wave () für Minilat VD-WDM
  - ILOG () für ILOG Configurator
  - In Medias Res GmbH () für NET900
  - Interactive Objects Software GmbH () für ArcStyler
  - M-Systems Flash Disk Pioneers Ltd () für DiskOnChip Millennium
  - Marratech AB () für Marratech Pro
  - Sympalog Voice Solutions GmbH () für Sympalog Systems
  - Transaction Software GmbH () für Transbase HyperCube
  - Trusted Logic S.A. () für TL On-card BV
  - UNIS spol sro () für Processor Expert
  - Vitec Multimedia () für Videomaker II

### 2002
- ECO-DAN () für ECO-DAN Guidance Systems
- SonoWand () für SonoWand
- Virtools S.A. () für VIRTOOLS DEV 2.0
- Weitere Preise:
  - 2C3D medical () für EndoNavigator
  - BATM () für Titan T6
  - Cimne () für GiD
  - Definiens AG () für eCognition
  - Dresden 3D GmbH () für The Dresden 3D Display
  - Geutebrück () für Multiscope II
  - Iconag () für Ic.1
  - Interzart AG () für 3D Snapper
  - IWI Group () für Fastbuilder
  - LTU Technologies () für Image-Filter
  - LuraTech GmbH () für LuraDocument
  - Omnikey AG () für CardMan Dongle 6020
  - Steinbeis-Transferzentrum Medizinische Informatik () für Mobile CHILI
  - Synoptics () für GeneGnome
  - Visucom () für Motion Pro
  - Vitronic () für Vitus smart
  - Wany S.A. () für Robot pekee

### 2003
- Decuma AB () für Decuma Handwriting Recognition
- MRC Systems GmbH () für KonRad
- Oticon A/S () für Adapto
- Weitere Preise:
  - Decell Technologies Ltd () für The Autoroute-1
  - Ekahau Inc. () für Ekahau Positioning Engine (EPE)
  - ESC Electronic System Concepts GmbH () für AwebS (Automotive Web System)
  - Genesys Conferencing () für Genesys Meeting Center
  - Grid Systems SA () für InnerGrid
  - Idevio () für RaveGeo
  - LMS International () für LMS Virtual.Lab
  - Mindlab GmbH () für NetMind
  - Mondeca () für ITM
  - Intelligent Topic Manager
  - Norwood Systems () für EnterpriseMobility
  - OnRelay Ltd () für Mobile Branch Exchange (MBX)
  - PacketFront () für BECS control and provisioning system
  - SC Softwin Srl () für BitDefender Professional
  - Scalado AB () für Imagezoom
  - Shockfish SA () für Spotme
  - Technopuce () für ACTI-TAG TM
  - The Phonepages of Sweden AB () für Phonepages

### 2004
- CEDES () & CSEM () für ESPROS/TOF
- InSightec - Image Guided Treatment () für ExAblate 2000
- Picsel Technologies () für ePAGE
- Weitere Preise:
  - 6WIND () für 6WINDGate
  - AbsInt Angewandte Informatik () für aiT Worst Case Execution Time Analyzer
  - Appear Networks () für Appear Server 4.x
  - Daon () für DaonEngine
  - ELCA Informatik () für SecuTix
  - Exasol Ltd () für Data Warehouse Accelerator (DWA)
  - Fast Search and Transfer () für FAST Data Search
  - Icomera AB () für Wireless Onboard Internet
  - Intertex Data AB () für IX66 Internet Gate
  - LEA () für ELEKTRA PLC Connection Kit
  - Linguatec GmbH () für Beyond Babel
  - Prous Science () für MAVS (Multilingual Audio Visual Search)
  - Radionor Communications () für Cordis RadioEye
  - SWT () für B-Wize Dispatcher
  - Syllem () für Multi-Platform System (MPS)
  - Tadiran Spectralink (für das AMON-Konsortium) () für AMON
  - University of Greenwich () für die EXODUS-Softwaresuite

### 2005
- Cypak () für PIN-on-Card technology
- Let It Wave () für CodecID
- Praxim Medivision () für Surgetics Kneelogics Application
- Weitere Preise:
  - Babboo.com () für XClone
  - Digisens () für VMGS - Virtual Museum Global Solution
  - DxO Labs () für DxO Mobile Solutions
  - Elva () für Vocaloid Technology / Vocaloid smart Card
  - F-Secure () für F-Secure Mobile Anti-Virus
  - FilmLight () für Baselight Eight
  - FogScreen () für Fogscreen
  - Haptica () für ProMIS
  - Illuminate Labs () für Turtle
  - New Index () für New Index
  - Optenet () für Optenet Antispam
  - Scytl Online World Security () für Pnyx.core
  - Skinkers () für Skinkers Desktop Alerts
  - Systran () für Systran Professional Premium 5.0
  - Teleprotect International () für Teleprotect
  - Total Immersion () für D’fusion
  - VirTouch () für VTPlayer

### 2006
- Advestigo () für AdvestiSEARCH
- Cavendish Kinetics () für Nanomech
- Guardia () für Guardia Control System
- Weitere Preise:
  - 3Dsolar () für 3Dsolar
  - Centrica () für XLphoto
  - Creist () für Creist
  - Tschechische Technische Universität Prag / Dept of Cybernetics () für The I4Control device
  - EADS () für Cybervote
  - fleXilution () für fleXengine
  - FotoNation (IR) für Red-Eye Detection and Correction Technology
  - Fraunhofer IGD () für viRus
  - inTrace () für inCore
  - Laennext () für Laennext
  - National Institute for Earth Physics () für Early Warning System for Strong Earthquakes
  - Nexstim () für Navigated Brain Stimulation
  - Next Limit () für Maxwell Render und RealFlow
  - SimSurgery () für SimSurgery Education Platform (SEP)
  - SouthWing () für RotaVoice
  - ZOOtech () für DVD-Extra Studio

### 2007
- Telepo () für Telepo Business Communication
- Transitive Corporation () für QuickTransit
- Treventus Mechatronics () für ScanRobot – Automatic Bookscanner
- Weitere Preise:
  - A3M () für A3M Tsunami Alarm System
  - Byometric Systems () für Large scale identification Solution based on iris-recognition
  - Digimind () für Digimind Finder
  - g.tec Guger Technologies () für Brain-Computer Interface
  - Intrasense () für Myrian
  - Kineo CAM () für KineoWorks
  - Leiki () für Leiki Focus
  - Netviewer () für Netviewer one2meet
  - Operax () für Operax Bandwidth Manager 5500
  - SAIL LABS Technology () für R.O.S.I.D.S. (Rapid Open Source Intelligence Deployment System)
  - SanDisk () für mToken
  - T-VIPS () für T-VIPS TVG Video Gateways
  - Temis () für Luxid
  - ubitexx () für ubiControl and ubiManager
  - Vmscope () für The Virtual Microscope
  - VRmagic GmbH () für Eyesi Cataract
  - X-aitment GmbH () für Xait Engine